# Außenalster
El Außenalster es uno de los dos lagos artificiales que se encuentran en la ciudad de Hamburgo, Alemania, y que se forman a partir del río Alster (el otro lago es el Binnenalster). Tiene un área de 1,6 km².

## Historia
La palabra "außen" (en español exterior) hace referencia a su situación fuera de las antiguas murallas de la ciudad de Hamburgo. El Außenalster era la parte del lago que se encontraba en el "exterior" de las murallas de la ciudad. Como en la actualidad ya no existen las murallas, en su lugar hay dos puentes, uno del tren y un otro para coches, el Lombardbrücke y el Kennedybrücke, que separan el lago del resto del río.
Los habitantes de Hamburgo suelen utilizar el Außenalster como lugar para hacer actividades de ocio como la navegación o el remo. Casi todos los embarcaderos del Außenalster son públicos. Estos embarcaderos varían desde pequeños accesos al lago hasta grandes parques públicos (como el Alstervorland). Es un lugar muy popular para correr (con un recorrido de unos 7 km).